# Ruan Yongbin
Ruan Yongbin (chinesisch 阮勇斌, Pinyin Ruǎn Yǒngbīn; * 14. Februar 1963) ist ein chinesischer Mathematiker, der sich mit Algebraischer Geometrie, Differentialgeometrie und Symplektischer Geometrie befasst mit Anwendungen in der Stringtheorie.
Ruan studierte ab 1978 an der Sichuan-Universität mit dem Diplomabschluss 1985. 1985/86 war er Teaching Assistant an der University of Wisconsin. Er wurde 1991 bei  Robion Kirby (und Tomasz Mrowka) an der University of California, Berkeley, promoviert (Gauge theory and its applications to Riemannian Geometry). Als Post-Doktorand war er an der Michigan State University. 1993 wurde er Assistant Professor an der University of Utah, 1995 Associate Professor und 1999 Professor an der University of Wisconsin–Madison. Seit 2006 war er Professor an der University of Michigan, seit 2020 ist er an der Zhejiang-Universität.
Er war unter anderem Gastprofessor an der ETH Zürich, in Hongkong und am MIT. 1993 und 2004 war er am IHES, 1993 am Max-Planck-Institut für Mathematik, 1994 am Isaac Newton Institute und 1994 am MSRI.
1998 war er Invited Speaker auf dem Internationalen Mathematikerkongress in Berlin (Quantum Cohomology and its Applications). 1995 bis 1997 war er Sloan Research Fellow. Er ist Fellow der American Mathematical Society.

## Schriften
- mit A. Adem, J. Leida Orbifolds and stringy topology, Cambridge Tracts in Mathematics 171, Cambridge University Press 2007
- The cohomology ring of crepant resolutions of orbifolds, in Gromov-Witten theory of spin curves and orbifolds, Contemporary Mathematics, Band 403, 2006
- mit W. Chen: A new cohomology theory of orbifold. Comm. Math. Phys. 248 (2004), no. 1, 1–31.
- mit W. Chen: Orbifold Gromov-Witten theory. Orbifolds in mathematics and physics (Madison, WI, 2001), 25–85, Contemp. Math., 310, Amer. Math. Soc., Providence, RI, 2002
- mit A. Li: Symplectic surgery and Gromov-Witten invariants of Calabi-Yau 3-folds. Invent. Math. 145 (2001), no. 1, 151–218.
- mit G. Tian: Higher genus symplectic invariants and sigma models coupled with gravity, Inventiones Mathematicae, Band 130, 1997, S. 455–516.
- Topological sigma model and Donaldson type invariants in Gromov theory, Duke Math. J., Band 83, 1996, S. 63–98
- mit G. Tian: A mathematical theory of quantum cohomology, J. Differential Geometry, Band 42, 1995, S. 259–367
- Stringy geometry and topology of orbifolds, Contemporary Mathematics, Band 312, Preprint